# Musik Direkt
Musik Direkt (numera Imagine ) är en svensk musiktävling för ungdomar i åldern 13-21 år, och består av länsvis uttagning följt av en riksfinal/festival i Uddevalla. Tävlingen finns i 15 regioner runt om i landet. Det räknas som Sveriges bredaste och största musiktävling och vänder sig till samtliga genrers. Musik Direkt går under åren 2015-2018 över till att heta Imagine Sweden. Malena Ernman, Sabaton, Laleh, Lisa Miskovsky, TelleTellaStory och Amanda Jenssen är några som deltagit i tävlingen sedan starten 1987. 